# Ridley Tsui Po Wah
Ridley Tsui Po Wah (chiń. upr. 徐宝华; chiń. trad. 徐寶華; pinyin Xú Bǎohuá; ur. 1 stycznia 1970 w Hongkongu) – aktor i reżyser filmowy i telewizyjny pochodzący z Hongkongu.
Zagrał niewiele ról, z których najbardziej wsławił się rolą Smoke’a w sequelu Mortal Kombat 2: Unicestwienie wyprodukowanym w 1997 roku.